# 野外通信システム

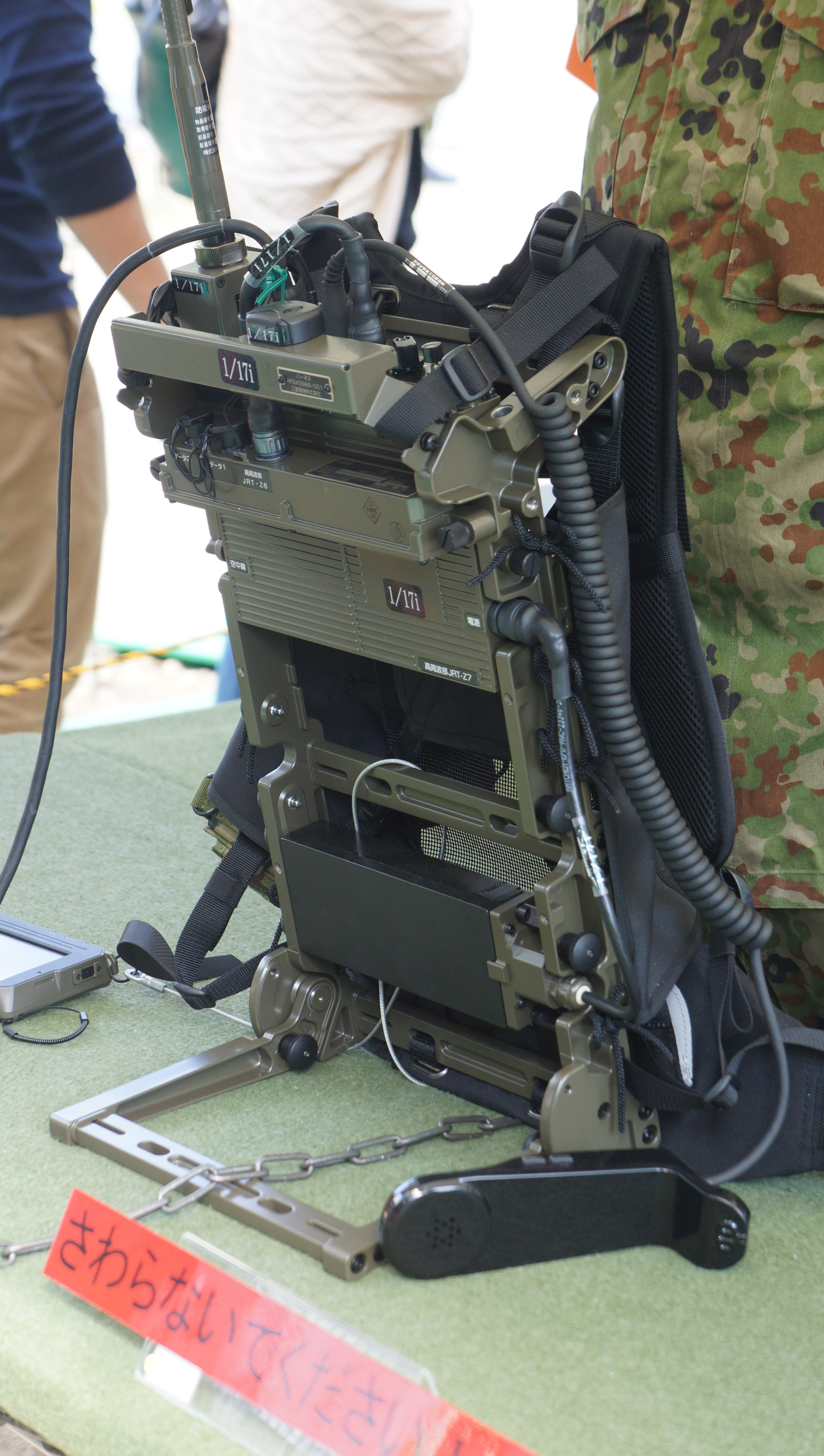
広帯域多目的無線機（携帯用I型）

野外通信システム（やがいつうしんシステム、英語: Field Communication Infrastructure、Field Communication System、FC net）は、陸上自衛隊の通信システムの一つである。試作段階では新野外通信システムと呼称された。略称は「野通（やつう）」。
開発は技術研究本部（現防衛装備庁）、製作はNECが行っている。

## 概要
戦略階梯（方面隊）で用いられた方面隊電子交換システム（AESS）、作戦術階梯（師団・旅団）で用いられた師団通信システム（DICS）、戦術階梯で用いられた地上無線機・野外無線機（85式野外無線機および新野外無線機）を一括して更新するシステムとして開発された。なお旧来の「野外通信システム」は、AESS・DICS、野外無線機等のサブシステムで構成し野外に展開して方面隊・師団の各部隊等を電話・テレタイプ・車両無線機・携帯無線機等で連接し、指揮命令・情報等を伝達するシステムを指し、本システムは上記のようにこれらを全て更新するため「新野外通信システム」の名称で開発された。
2007年（平成19年）度から2010年（平成22年）度にかけて試作が行われ、2009年（平成21年）度から2011年（平成23年）度にかけての技術試験及び2010年（平成22年）度から2011年（平成23年）度にかけての実用試験を経て、2012年（平成24年）度に装備化、2014年（平成26年）度より整備が行われている。開発試作総経費は168億円。なお野通は2004年（平成16年）度から試作を、2006年（平成18年）度から2007年（平成19年）度にかけて所内試験を実施した「統合無線機の研究」の成果を反映させている。
周波数としてはHF・VHF・UHFが用いられる（ハンドヘルド型はVHF・UHFのみ）。通信プロトコルにはInternet Protocolが採用されており、モバイルアドホックネットワークの技術により、迅速に高速かつ広域にわたる通信ネットワークを構成可能とされている。初動対応時には、部隊間では広帯域多目的無線機のみ、あるいはアクセスノード装置との間でネットワークが形成され、基地・中央との通信は民間通信事業者や衛星通信システムを通じて確保される。その後、より大規模な部隊が展開する本格的対応時には、指揮所には指揮所用ネットワーク装置が設置されるとともに、ノード中継装置やバックボーンノード装置、整備支援装置やネットワーク管理装置によって独自のネットワークインフラが構築される。なおオペレーティングシステムとしては、情報処理端末にはMicrosoft Windows、携帯情報端末にはAndroidが採用されている。
システム内の無線通信端末として開発された広帯域多目的無線機（略称: 広多無（コータム））は、その名の通り、周波数帯域としてはHF・VHF・UHFに対応し、また音声通信とデータ通信の同時利用が可能となっている。NECが開発していたソフトウェア無線技術が採用されており、所要のソフトウェアを使用することで、3自衛隊間およびその他の部外関係機関との直接通信が可能となっている。ソフトウェア無線機規格としては、アメリカ軍が統合戦術無線システム（JTRS）で採用したのと同じSCAが採用されている。可搬通信速度は11Mbpsで、これはIEEE 802.11bに相当する通信速度である。

## 指揮統制システムの搭載
野通配備開始後には、陸上自衛隊の指揮統制システムをソフトウェア化して搭載することで、指揮階梯から第一線部隊まで情報の共有を可能とし、海自・空自・米軍との秘匿情報の共有も可能とする研究が行われた。
研究開始時の概要として師団等指揮システム（FiCS)と基幹連隊指揮統制システム（ReCS)のサーバ装置（計算機室装置・中央処理装置）やPDA（携帯II型）・GPS（自己位置標定装置）が、ノード装置や広多無（携帯用I・II型）に置き換えられ、前者が有する計画や命令・共通メッセージ（メール）・部隊配置・地形や気象・敵情報等の情報授受の機能が、ソフトウェア化された上で後者へ搭載される。これにより先述の効果以外にもFiCSやReCSを新たに購入する必要が無くなり、またその分増備される野外通信システムも量産単価の低減に繋がり、情報共有による機能強化とコスト削減の両立が可能となる。
この研究は2013年（平成25年）度に「野外通信システムのフォローアップ」（72億円）の名で概算要求を提出したが、予算不足等を理由に取り下げられた。ただし研究の一部が別事業として、2013年（平成25年）度から2016年（平成28年）度までに将来的に野通の広多無と海上自衛隊の艦船部隊のソフトウェア無線機と航空自衛隊の高射部隊のソフトウェア無線機との間で音声秘匿通信を可能とし、島嶼防衛や弾道ミサイル防衛の効率化を実現する「広帯域多目的無線機への機能付加（統合通信）の研究」（10億円）が行われた。その後、2014年（平成26年）度には「野外指揮・通信システム一体化技術の研究」（58億円）と名称を変更したものが承認され、2014年（平成26年）度から2017年（平成29年）度までに運用実証型研究として「野外指揮・通信システム一体化技術の研究試作（運用実証型研究)」（総経費80億円、内2014年（平成26年）度予算58億円）が行われる予定である。続いて2015年（平成27年）度には「野外指揮・通信システム一体化」（20億円）の名で予算が承認された。
2020年（令和2年）7月に広域無がマスコミに公開された際には、性能の一環として音声通信以外に、データ通信としてGPSを用いた現在地確認、メールや画像の授受、空襲や化学兵器使用等の各警報一斉送信、共通戦術状況図の共有が可能とある。これらは先述のReCSが保有したサービスであり、後述するように2017年（平成29年）度実施のプログラム改修で広多無に搭載された。
また対空戦闘指揮統制システム（ADCCS）・火力戦闘指揮統制システム（FCCS）は当初は装備に専用の連接装置が必要だったが、後にシステム・装備双方に広多無が搭載された。しかしReCSを搭載した野通を含めた各C4Iシステムは独立しており、他のシステムとの連接は不十分であった。このため、「将来の陸上自衛隊C4Iシステム（仮称）」の名で、陸自指揮システムを含めたFiCS・ADCCS・ADCCS・野外通信システムの他、各種センサー・ウェポンシステム（兵器体系）を標準化することで、「Sensors to Shooters（目標発見から攻撃）」までのC4Iシステムを実現する予定である。本システムはFiCS・ADCCS・ADCCS・野通の改修とSNMS（システムネットワーク管理システム）の開発により構築される。なお、野通にソフトウェア化される予定だったFiCSは維持されるようである。

## 調達数
概算要求等では、2011年（平成23年）度に第3次補正予算（東日本大震災復興関連事業）で広多無を、2012年（平成24年）度に2セット（148億円）また補正予算で12セット（503億円（歳出ベース）、848億円（契約ベース））、2013年（平成25年）度で12セット（806億円、5ヵ年分・東日本大震災復興特別会計に計上）、2014年（平成26年）度補正予算で2セットが要求された。
中央調達の実績では、2011年（平成23年）度に2セット（329億円、新野外通信システム（広帯域多目的無線機）として）、2012年（平成24年）度に14セット（877億円）、2013年（平成25年）度に25セット（23億円）、2014年（平成26年）度に28セット（184億円）、2016年（平成28年）度に1セット（47億円、広帯域多目的無線機として）が調達された。これ以降も具体的な数量は不明だが調達は継続しており、特に2024年（令和6年）度には野外通信システム1式で168億円が、また野外通信システムの更新として広帯域多目的無線機1式で191億円が計上された。
ライフサイクルコスト年次報告書では、2013年（平成25年）度報告書の予定総調達数は約20セットだが、2016年（平成28年）度報告書は約30セットとなっている。なお2016年（平成28年）度報告書では2013年（平成25年）度時点の予定総調達数も約30セットとしている。
2012年（平成24年）度に調達数が大幅に増えたのは、東日本大震災時に派遣部隊の通信システムが新旧異種だったために円滑な情報通信に支障が生じ、更新が急務であることを認識したためである。なお先述のように広多無は、東日本大震災対処の教訓を踏まえて、先行して2011年（平成23年）度に装備化、2012年（平成24年）度より整備が行われている。
2018年（平成30年）度時点での広多無の保有数は19,357台、この内10式戦車等の特定装備品の無線に用いられる広多無は708台ある。2020年（令和2年）7月時点で車両搭載型（JVRC-Z200）の保有数は約7,000台、全体としては約7割の部隊配備が行われている。

## 改修
2018年（平成30年）度における会計検査院の報告では、野通は主に広多無に対してプログラム改修を行った。報告時点で改修は3度行われ、それぞれ「27プロ改」「28プロ改」「29プロ改」と称される。この内、「27プロ改」「29プロ改」は広帯域多目的無線機を、「28プロ改」は野外通信システム全体の改修を対象とした。しかし現場では広多無にプログラム改修を行わなかった事例が多数あり、改修ソフトウェアを配布した107駐屯地等18,649台の内、93駐屯地等11,775台は上級部隊等の指示が無いことを理由に、また特定装備品に用いる708台の内643台も改修を行わなかった。プログラム改修を行わない場合、機能充実や改修機能が適用されない。また改修プログラムが混在した場合、一部の機能が制限される。会計検査院はこの他に、広多無に用いるバッテリー（防衛専用二次電池リチウムイオン電池（広多無用））が仕様よりも早く交換・調達されていると指摘して、防衛省に改善を求めた。
改修の概要として、量産確認試験の結果を反映したVer2.06から、2015年（平成27年）度実施の「27プロ改」で車両・携帯型広多無の操作性改善やユーザー操作による機能追加を行いVer17.2となり、2016年（平成28年）度実施の「28プロ改」では野外通信システムのプログラム改修や機上型広多無の操作性改善やユーザーインターフェース改善を行いVer18.2となった。更に2017年（平成29年）度実施の「29プロ改」では広多無に指揮統制システムが搭載され、Ver18.3になった。
2020年（令和2年）度には4度目の改修がVer21.9として予定され、上述した広多無と海自艦艇に搭載したソフトウェア無線機や従来無線機間で音声やデータ通信の授受、広多無から海自艦艇への自己の位置情報提供が可能になる統合通信が実装され、正確には2020年（令和2年）度にUHF帯、翌2021年（令和3年）度にHF帯の改修が行われた。また2023年（令和5年）度にはFCCSに搭載されるデータ専用無線機（改） JVRC-W4の機能をソフトウェア化して搭載する改修が行われる。
プログラム改修は今後も行われると見られ、各省庁間や他国との相互通信が想定される。
2025年（令和7年）には陸自でも整備が行われているLTEに接続可能な付加装置の調達が要求されている。同時期にはLTEを利用した分隊用C4Iシステム「分隊用情報ツール」の研究が行われており、付加装置は上記ツールにも連接すると見られる。

## 構成
ネットワークインフラ
- バックボーンノード装置 JWYC-AA1 Ⅰ型、Ⅱ型
- アクセスノード装置 JWYC-AA2 Ⅰ型、Ⅱ型
- ノード中継装置 JWYC-R1
- ネットワーク管理装置 JWSQ-Y1
  - 運用管理装置
  - セキュリティ装置
- 整備支援装置 整備支援ノード JGEM-Q37-B

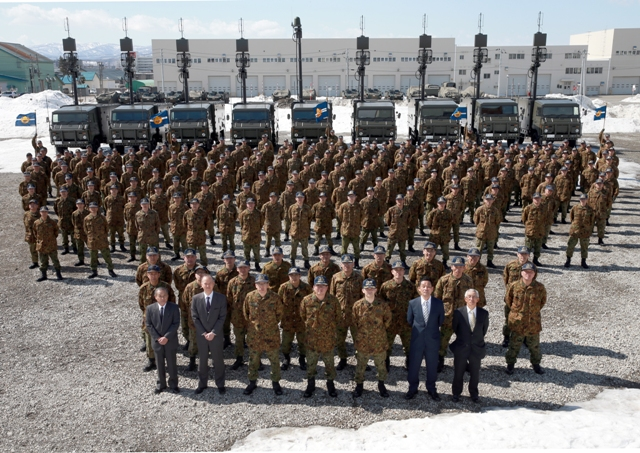
野外通信システム ネットワークインフラ（第2師団第2通信大隊）
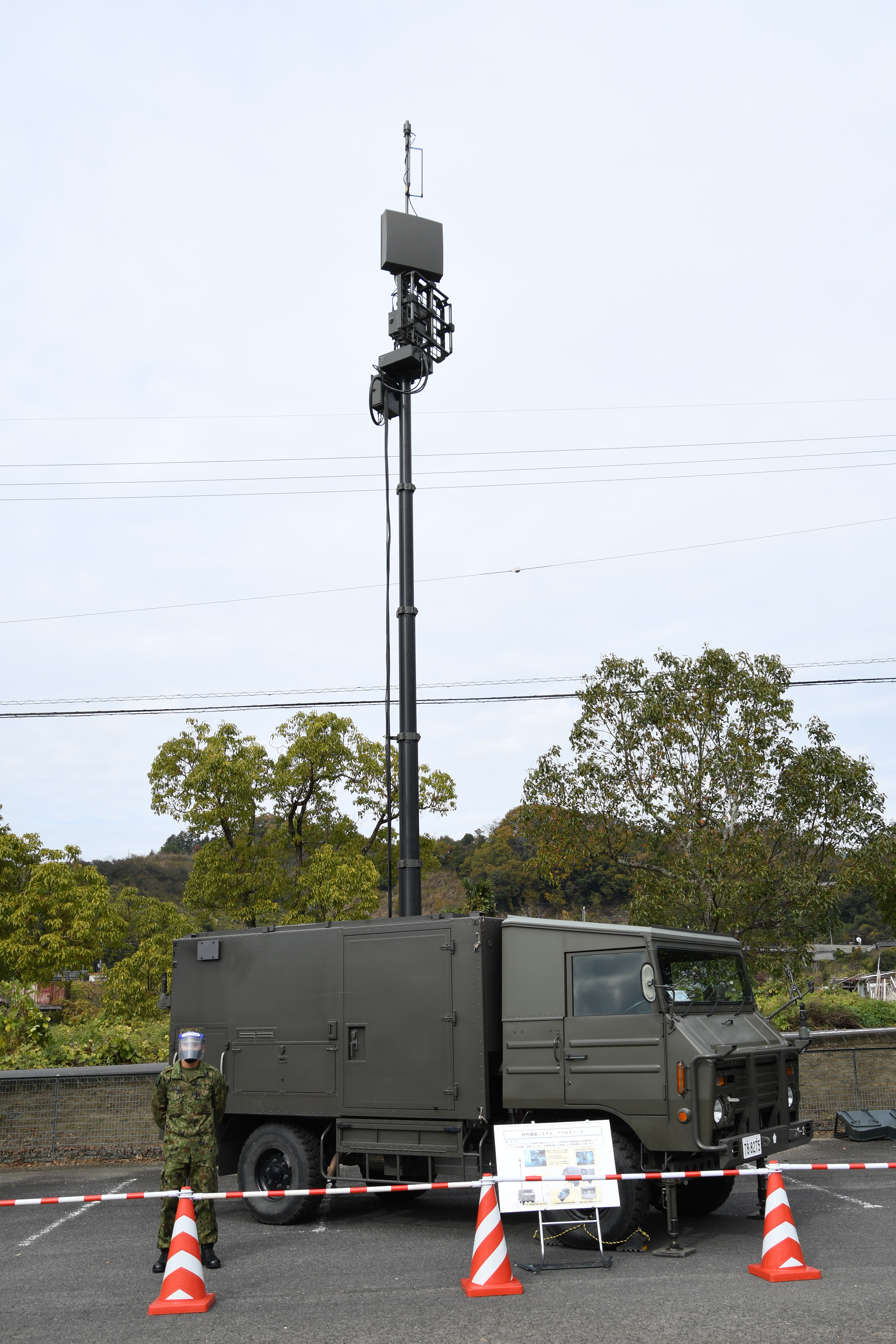
バックボーンノード装置Ⅱ型
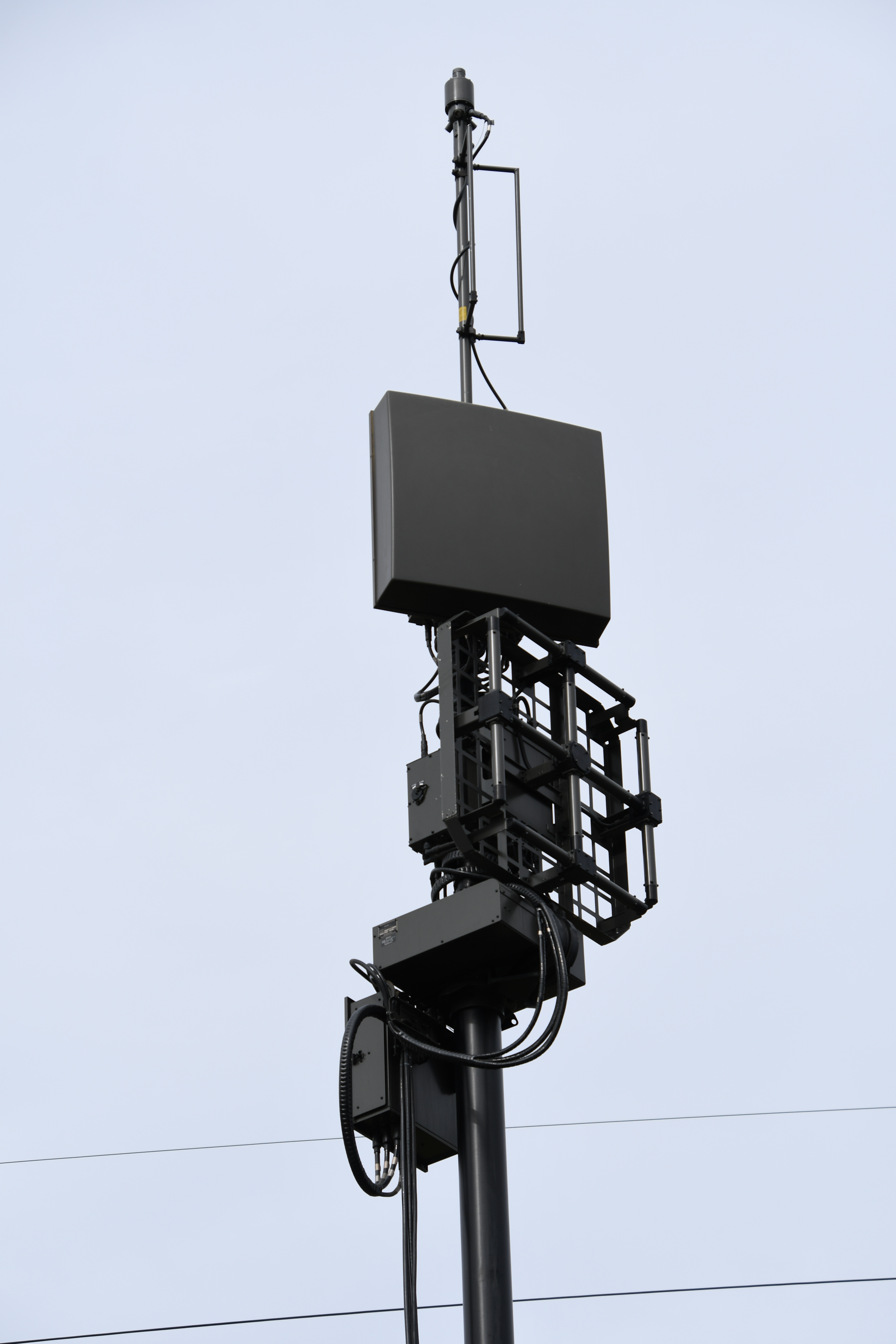
バックボーンノード装置Ⅱ型 アンテナ部
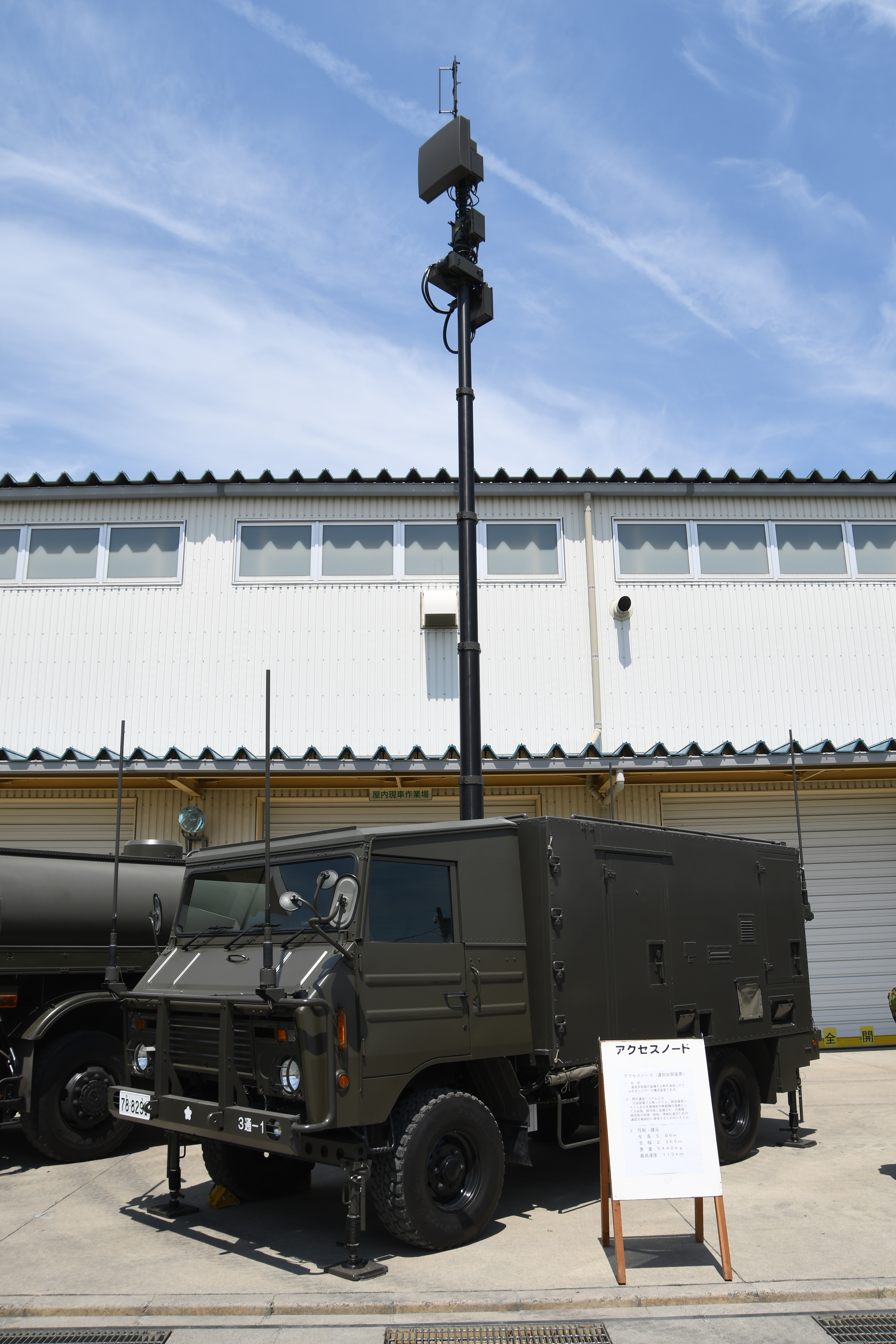
アクセスノード装置Ⅱ型
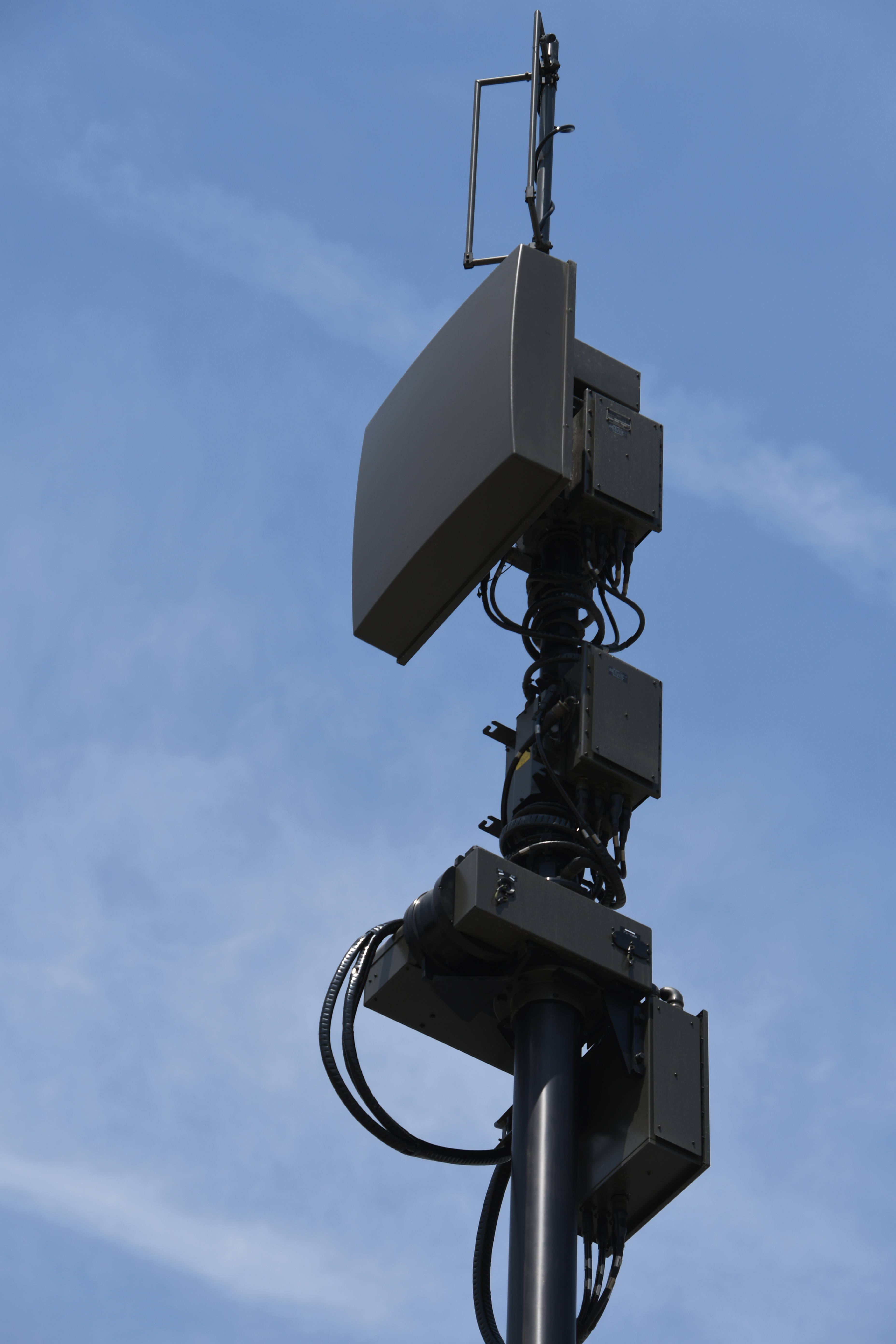
アクセスノード装置Ⅱ型 アンテナ部
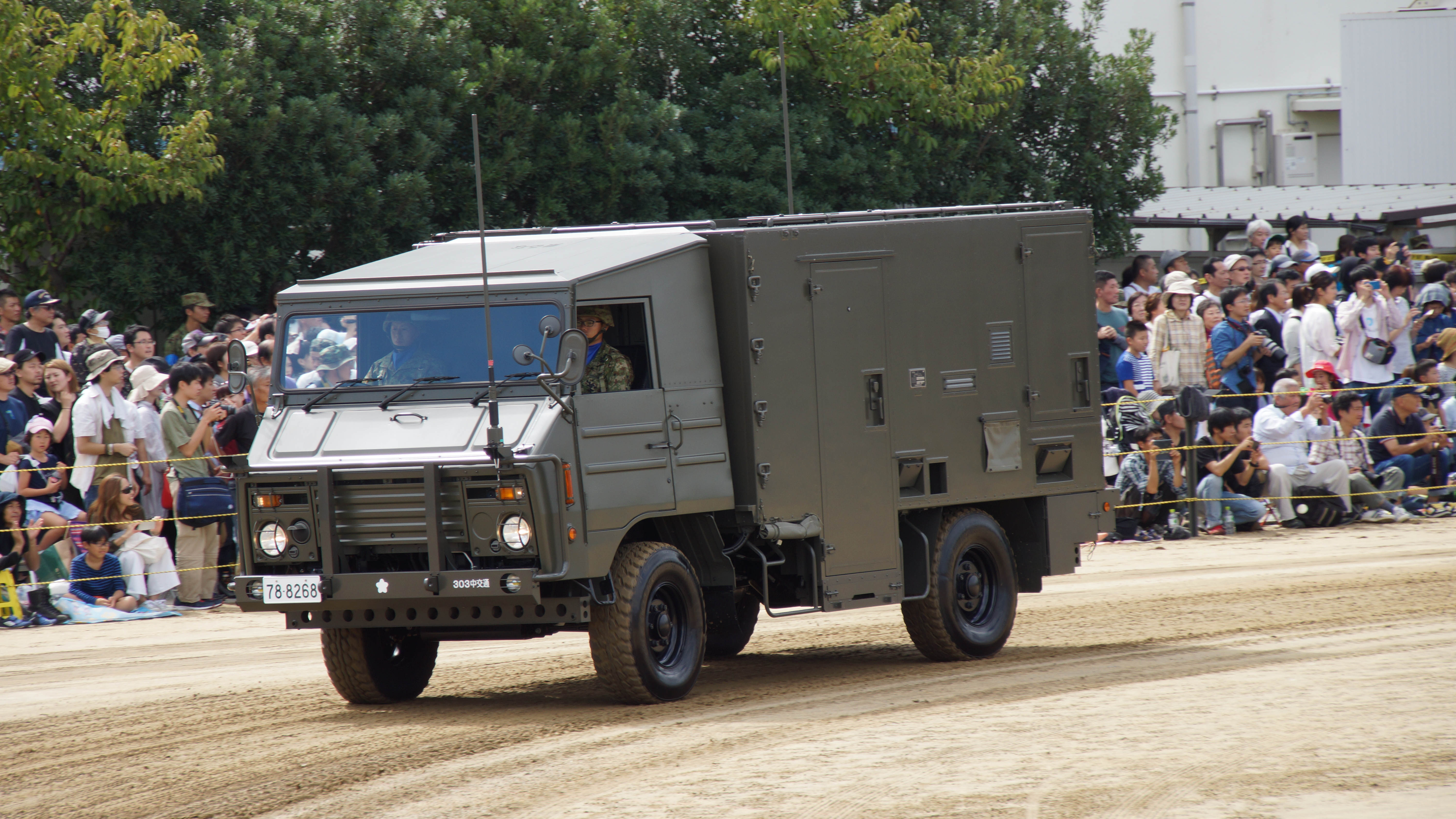
ノード中継装置（走行時）

ユーザネットワーク
- 広帯域多目的無線機
  - 機上用 JARC-Z100/310…全幅:約600mm、全高:約195mm、奥行き:約390mm、重量:約42Kg、電源:DC28V
  - 車両用 JVRC-Z200…全幅:約210mm、全高:約280mm、奥行き:約280mm、重量:約17Kg、電源:DC24V
  - 車両用 Z210 Z410[36]
  - 携帯用Ⅰ型（マンパック型） JPRC-Z100…全幅:約250mm、全高:約470mm、奥行き:約275mm、重量:約5.5Kg、電源:DC14.8V
    - 携帯Ⅰ型用バッテリー
      - JBA-7007…リチウム一次電池（フッ化黒鉛リチウム電池）[37]
      - JBB-7007…リチウムイオン電池[38]

    - 携帯Ⅰ型用バッテリー（大容量タイプ）
      - JBA-7008…リチウム一次電池（フッ化黒鉛リチウム電池）
      - JBB-7008…リチウムイオン電池

  - 携帯用Ⅱ型（ハンドヘルド型） JPRC-Z10…全幅:約80mm、全高:約200mm、奥行き:約30mm、重量:約0.6Kg、電源:DC7.2V
    - 携帯Ⅱ型用バッテリー
      - JBA-7009…リチウム一次電池（フッ化黒鉛リチウム電池もしくは硫化鉄リチウム電池）
      - JBB-7009…リチウムイオン電池

  - 携帯用 JPRC-Z11[39]
    - Z11の二次電池は携帯Ⅱ型用バッテリーと同じJBB-7009

  - 広帯域多目的無線機用艦載装置　JSRA-Z1[40]

- 指揮所用ネットワーク装置
  - 多重化装置
  - 端末接続装置
  - 信務処理装置 JDP-X1
  - LAN延長器（無線/有線） JNI-R1/2
- 端末装置
  - データ端末装置
  - 無線LANアダプタ JNI-R4
  - 野外電話機 JTA-T15
  - 野外ルータ JUCC-C8/9

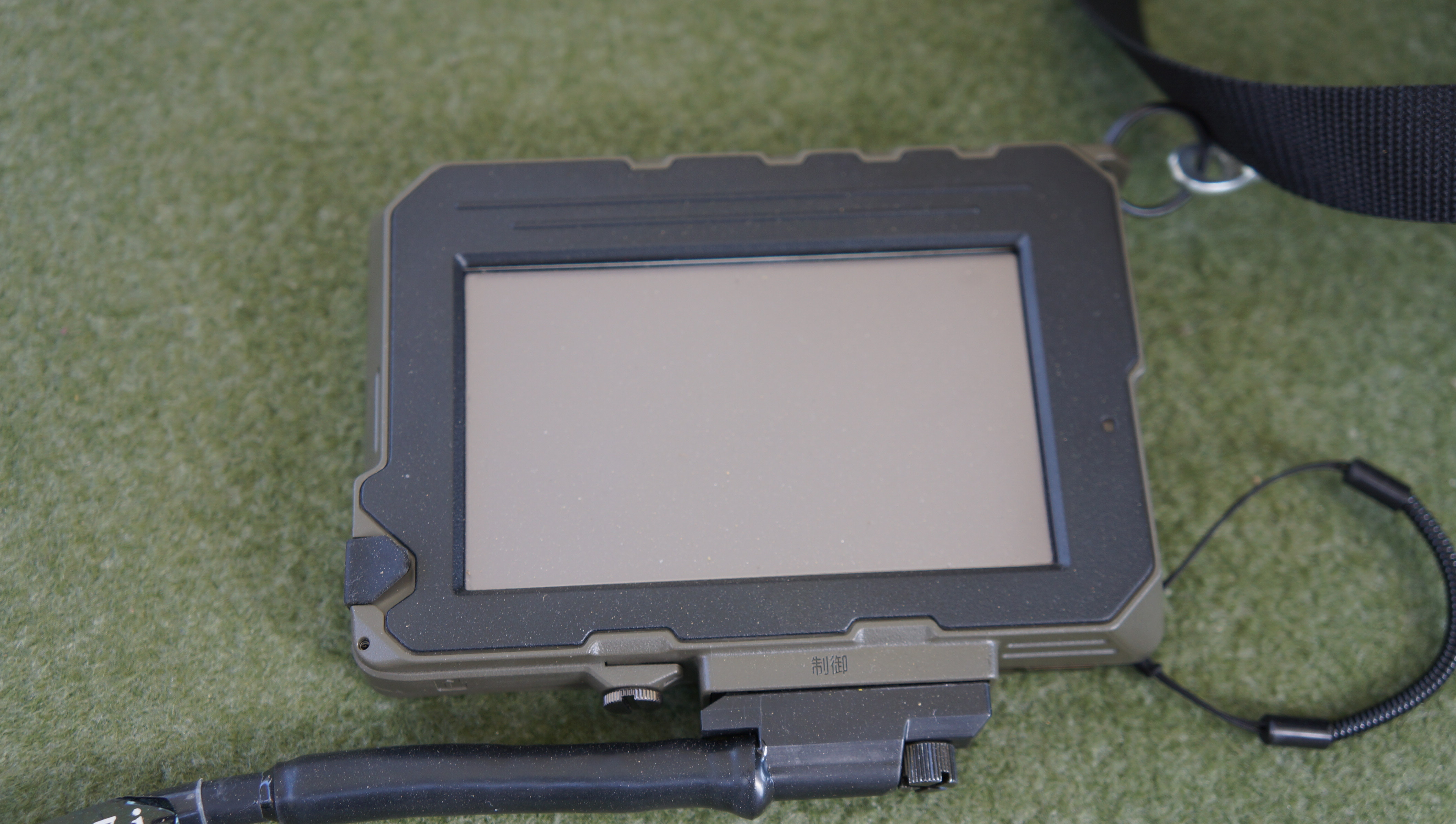
広多無 携帯用Ⅰ型のタッチパネル部
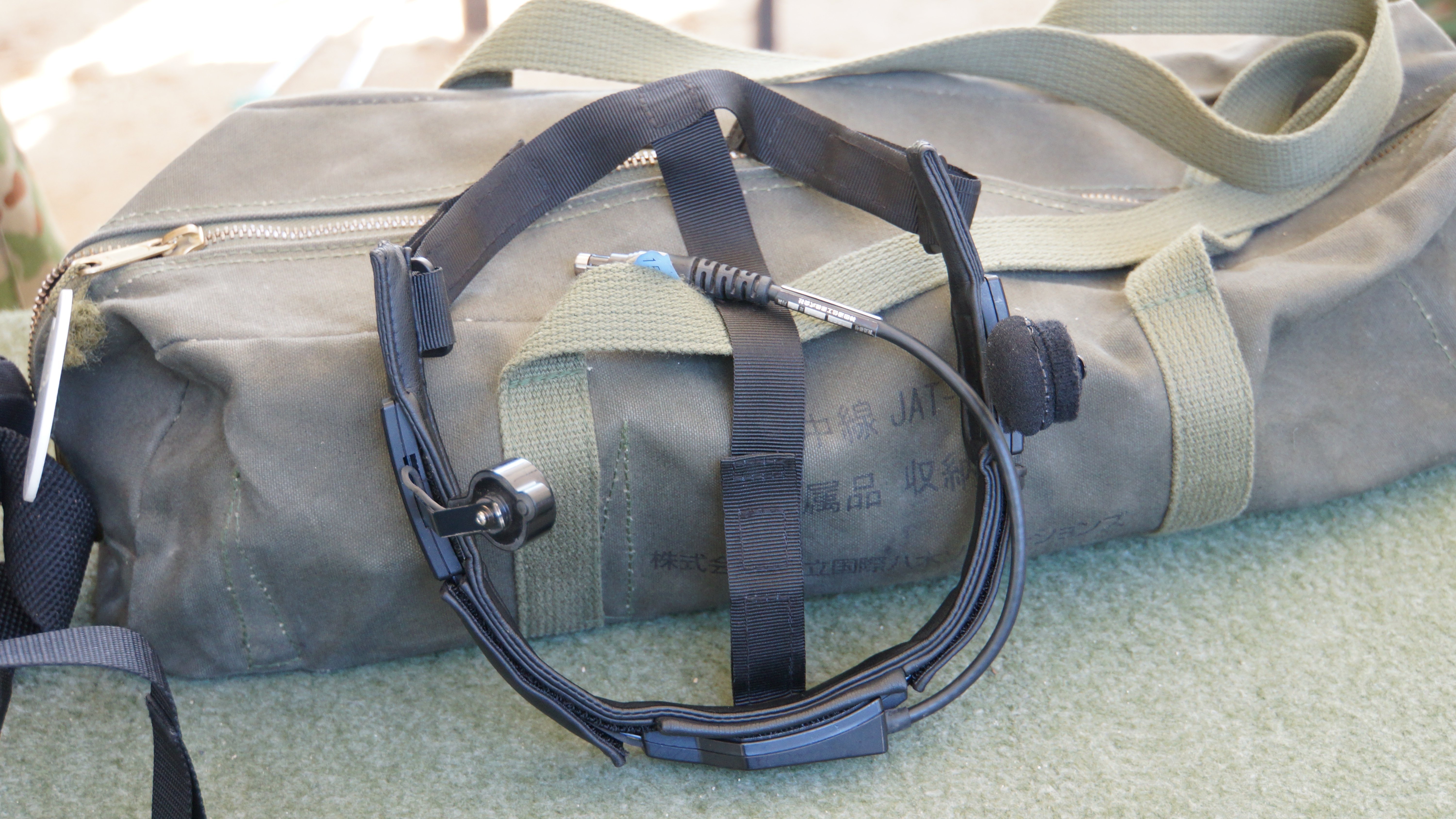
広多無 携帯用Ⅰ型の骨伝導スピーカ
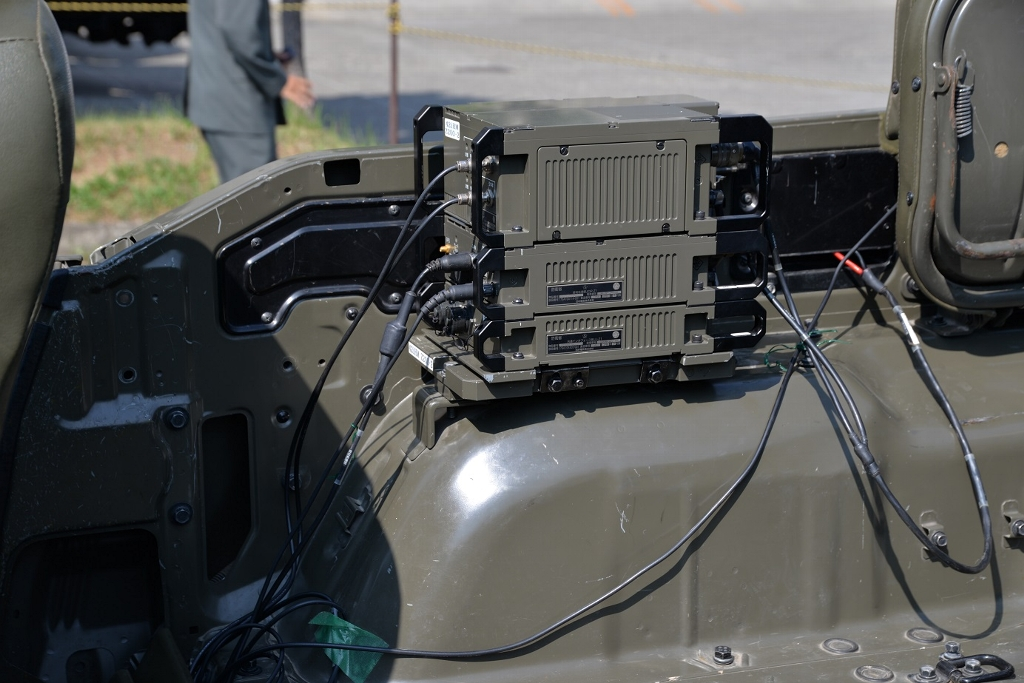
73式小型トラック搭載の広多無（車両用）、旧来の無線機に比べて後部ホイールハウス上に搭載可能なサイズに小型化された
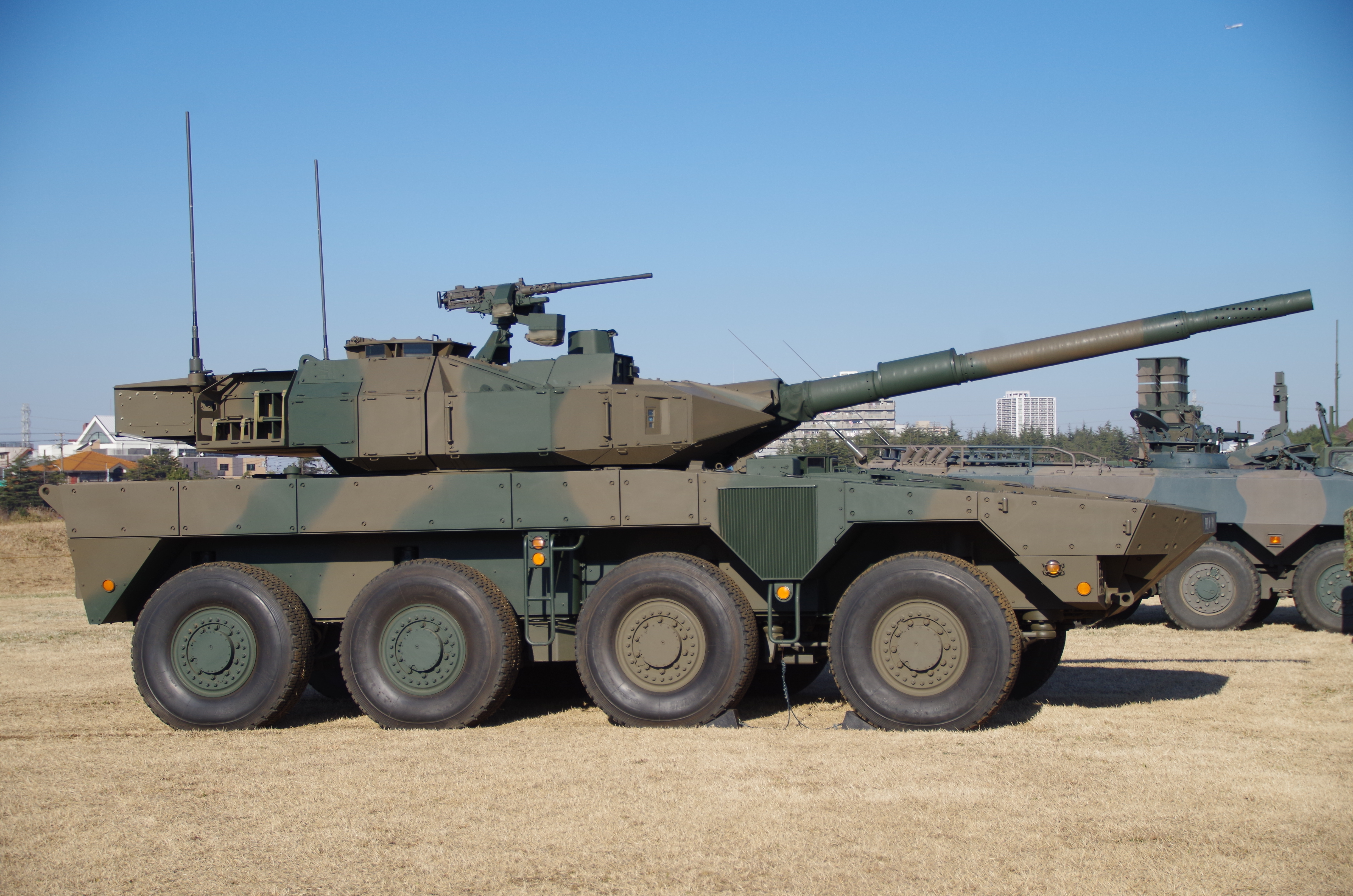
広多無を搭載した16式機動戦闘車、広多無搭載型のアンテナは従前より太く短い